# Robert Kagan
Pour les articles homonymes, voir Kagan.
Robert Kagan, né le 26 septembre 1958 à Athènes, est un politologue américain. Il est le chef de file des néo-conservateurs et cofondateur avec William Kristol du think tank Project for the New American Century (PNAC). 
Il est principalement connu pour sa participation et son influence au sein de groupes de réflexion et comme rédacteur de pages d'opinion de différents médias.

## Biographie
Kagan est né à Athènes, en Grèce. Son père, l'historien Donald Kagan, était professeur émérite Sterling (le rang académique le plus élevé à l'université de Yale) de lettres classiques et d'histoire à l'université de Yale et spécialiste de l'histoire de la guerre du Péloponnèse, était d'origine juive lituanienne.
Diplômé de Yale, de la Kennedy School of Government d'Harvard et docteur en histoire américaine de l'American University, Robert Kagan devient en 1983 le conseiller en politique étrangère du républicain Jack Kemp et l'auteur des discours du secrétaire d'État George Shultz en 1984-1985, dans l'administration de Ronald Reagan. 
Robert Kagan est à l'origine de la lettre du 26 janvier 1998 envoyée à Bill Clinton pour lui demander de mener une autre politique en Irak, consistant à renverser Saddam Hussein pour préserver les intérêts américains dans le Golfe. 
Il est expert au Carnegie Endowment for International Peace et au German Marshall Fund of the United States.
Il est membre du Council on Foreign Relations.
Robert Kagan est un éditorialiste occasionnel du New Republic, de Policy Review, du Washington Post, et du journal néo-conservateur Weekly Standard. 
En 2016, en vue de l'élection présidentielle il quitte le parti républicain, critiquant le « fascisme » de Donald Trump, et soutient Hilary Clinton.
En février 2017, il écrit un article dans le magazine américain Foreign Policy et repris ensuite sur Slate dans lequel il s'inquiète de l'avènement potentiel d'une Troisième Guerre mondiale face à l'expansionnisme territorial démesuré, au militarisme croissant et à la politique hégémonique de la Russie (en Europe de l'Est) et de la Chine (à propos des archipels Spratleys, Paracels et des îles Senkaku), assimilées à des « puissances révisionnistes », telles l'Allemagne nazie ou le Japon responsables de la Seconde Guerre mondiale. Pour lui, de telles puissances insatisfaites de l'ordre international établi profitent de la faiblesse et du laxisme des démocraties occidentales pour adopter une attitude nationaliste, militariste et toujours plus belliqueuse ; il regrette la mollesse supposée de l'administration Obama devant les Russes et les Chinois,.
En septembre 2021, il publie dans le Washington Post un long éditorial dans lequel il met en garde contre la survenance aux États-Unis de « la plus grande crise politique et constitutionnelle depuis la guerre de Sécession » qu'il impute à la possibilité de voir Donald Trump se présenter aux élections présidentielles de 2024 et à la volonté des Républicains de décrocher la victoire « coûte que coûte ».
Robert Kagan vit aujourd'hui à Bruxelles avec sa famille.
Il est marié à la diplomate Victoria Nuland.

## Publications

### En anglais
- A Twilight Struggle : American Power and Nicaragua, 1977-1990, Free Press, 1996, 928 p. (ISBN 978-0-02-874057-7, lire en ligne)
- Of Paradise and Power : America and Europe in the New World Order, Vintage, 2004, 176 p. (ISBN 978-1-4000-3418-5)
- Dangerous Nation : America's Foreign Policy from Its Earliest Days to the Dawn of the Twentieth Century, Vintage, 2007, 544 p. (ISBN 978-0-375-72491-6)
- The Return of History and the End of Dreams, Vintage, 2009, 128 p. (ISBN 978-0-307-38988-6)
- The World America Made, Vintage, 2012, 160 p. (ISBN 978-0-345-80271-2)

### Ouvrages traduits en français
- La Puissance et la Faiblesse [« Of Paradise and Power:America and Europe in the New World Order »], Plon, 2003, 160 p. (ISBN 978-2-259-19855-4)
- Le revers de la puissance : Les États-Unis en quête de légitimité, Plon, 2004, 120 p. (ISBN 978-2-259-20068-4)
- Le retour de l'Histoire et la fin des rêves [« The Return of History and the End of Dreams »]  (trad. de l'anglais), Paris, Plon, 2008, 161 p. (ISBN 978-2-259-20899-4)
- L'ordre mondial américain : Les conséquences d'un déclin [« The World America Made »]  (trad. de l'anglais), Paris, Idm, 2012, 215 p. (ISBN 978-2-36583-355-4)